# XD: Love. Dance. Music
XD: Love. Dance. Music (в США издавалась под названием Music Soul) — массовая многопользовательская онлайн-игра в жанре танцевального симулятора. Игра была анонсирована в 2014 году; в марте 2015 года прошёл закрытый бета-тест, а в конце 2015 года разработка игры была отменена.

## Игровой процесс
Действие игры разворачивается в большом мегаполисе. Персонажи игроков могут участвовать в танцевальных соревнованиях, вступать в отношения, ходить по магазином и обустраивать свой дом.

## Разработка
Студия Snail начала разработку игры с рабочим названием The MusicMan в 2012 году. В ноябре 2014 года был анонсирован выпуск игры в России под названием XD: Love. Dance. Music. В марте 2015 года открылся официальный русскоязычный сайт и началось закрытое бета-тестирование игры.
29 декабря 2015 года был отменён выход игры в России, а следом и в остальном мире.